# (100345) 1995 ST61
(100345) 1995 ST61 es un asteroide perteneciente al cinturón de asteroides, descubierto el 25 de septiembre de 1995 por el equipo del Spacewatch desde el Observatorio Nacional de Kitt Peak, Arizona, Estados Unidos.

## Designación y nombre
Designado provisionalmente como 1995 ST61.

## Características orbitales
1995 ST61 está situado a una distancia media del Sol de 2,232 ua, pudiendo alejarse hasta 2,722 ua y acercarse hasta 1,743 ua. Su excentricidad es 0,219 y la inclinación orbital 5,637 grados. Emplea 1218 días en completar una órbita alrededor del Sol.

## Características físicas
La magnitud absoluta de 1995 ST61 es 16,5.